# Pala de Pedro
La Pala de Pedro és una pala del terme de Conca de Dalt, al Pallars Jussà, dins de l'antic terme d'Hortoneda de la Conca, en territori de l'antic poble d'Herba-savina.
Està situada al sud-est d'Herba-savina, a l'esquerra del riu de Carreu, a llevant del Clot dels Avellaners. És al racó sud-oriental del terme municipal, i és limítrof amb el terme d'Abella de la Conca, a la vall de Carreu.